# Stephania
Stephania е род цъфтящи растения от семейство Menispermaceae, родом от Източна и Южна Азия и Австралия.

## Описание
Представителите са тревисти многогодишни лози, достигащи около 4 метра височина, с голяма грудка. Листата са подредени спираловидно върху стъблото и са лепестени, като листната петура е прикрепена близо до центъра на листа.

## Етимология
Името Stephania идва от гръцки „корона“. Това се отнася за прашниците, които са подредени като корона.
Има около 45 вида в род Stephania, родом от Далечния изток и Австралия. Видовете включват:
- Stephania abyssinica (Quart.-Dill. & A.Rich.) Walp.
- Stephania aculeata FM Bailey
- Stephania bancroftii FM Bailey
- Stephania brevipes Craib
- Stephania capitata (Blume) Spreng.
- Stephania cephalantha Hayata
- Stephania corymbosa (Blume) Walp.
- Stephania crebra Forman
- Stephania elegans Hook.f. & Thomson
- Stephania glabra (Roxb.) Miers
- Stephania glandulifera Miers
- Stephania gracilenta Miers
- Stephania hernandiifolia (Willd.) Walp.
- Stephania hispidula (Yamamoto) Yamamoto
- Stephania japonica (Thunb.) Miers
- Stephania kaweesakii Jenjitt. & Ruchis
- Stephania longa Lour. – type species
- Stephania merrillii Diels
- Stephania oblata Craib
- Stephania papillosa Craib
- Stephania pierrei Diels
- Stephania reticulata Forman
- Stephania rotunda Lour.
- Stephania sinica Diels
- Stephania suberosa L.L.Forman
- Stephania subpeltata H.S.Lo
- Stephania tetrandra S. Moore
- Stephania tomentella Forman
- Stephania tuberosa Forman
- Stephania venosa (Blume) Spreng.